# Lekkoatletyka na Letnich Igrzyskach Paraolimpijskich 2004 – pchnięcie kulą kl. F36 mężczyzn
W pchnięciu kulą kl. F36 (zawodnicy z porażeniem mózgowym stojący) mężczyzn podczas Letnich Igrzysk Paraolimpijskich 2004 rywalizowało ze sobą 9 zawodników.

## Wyniki

### Finał
| Poz. | Zawodnik             | Narodowość        | Rezultat | Uwagi |
| ---- | -------------------- | ----------------- | -------- | ----- |
| 1    | Paweł Piotrowski     | Polska            | 12.12    |       |
| 2    | Willem Noorduin      | Holandia          | 11.88    |       |
| 3    | Nicholas Larionow    | Australia         | 11.17    |       |
| 4    | Kim Dae-kwan         | Korea Południowa  | 10.88    |       |
| 5    | Nicholas Newman      | Południowa Afryka | 10.08    |       |
| 6    | Duane Strydom        | Południowa Afryka | 9.82     |       |
| 7    | Carlos Munoz         | Hiszpania         | 9.55     |       |
| 8    | Panagiotis Angaletos | Grecja            | 8.98     |       |
|      | Wolfgang Dubin       | Austria           | DQ       |       |